# 16088 Jessgoldstein
16088 Jessgoldstein este o planetă minoră (asteroid), cu un diametru de 4,643 km, din centura de asteroizi. A fost descoperită pe 4 octombrie 1999 la Experimental Test Site⁠(d) de Lincoln Near-Earth Asteroid Research. 
Obiectul prezintă o orbită caracterizată de o semiaxă mare de 2,4614379 UAi, o excentricitate de 0,04, o înclinație de 3,99193 ° în raport cu ecliptica.